# Суботів
Су́ботів — село у Черкаському районі Черкаської області, підпорядковане Чигиринській міській громаді. Місце народження гетьмана Богдана Хмельницького. 
Село розташоване на правому березі річки Тясмина (притока Дніпра) та його допливі, річечці Субі (Суботка) за 7 км від районного центру міста Чигирина, за 21 км від пристані Адамівка та за 38 км від залізничної станції Фундукліївки. Через село проходить автошлях місцевого значення 2414.
На півночі Суботів межує з селами Красносіллям і Розсошинцями, на заході — з Новоселицею та Чмирівкою, на сході — з містом Чигирином, на півдні — з селами Вдовичиним та Яничами.

## Назва
Назва «Суботів» за однією з версій, походить від невгасимого вогнища з дубових дров, що палало перед святом Перуна («суботка»). За іншою — від «суводь», тобто місця, де стікаються води (в конкретному випадку — річки Суба та Тясмин).

## Географія
Селом тече струмок Безіменний.

## Населення

### Мова
Розподіл населення за рідною мовою за даними перепису 2001 року:
| Мова       | Кількість | Відсоток |
| ---------- | --------- | -------- |
| українська | 835       | 95.43%   |
| російська  | 18        | 2.05%    |
| циганська  | 11        | 1.26%    |
| угорська   | 6         | 0.69%    |
| білоруська | 4         | 0.46%    |
| румунська  | 1         | 0.11%    |
| Усього     | 875       | 100%     |

## Історія

### Доісторичні часи
Археологічні знахідки свідчать, що територію Суботова заселено здавна: виявлено Суботівське городище доби пізньої бронзи із залишками бронзоливарного виробництва, поселення кімерійців, ранньослов'янські поселення, могильник зарубинецької культури та сліди поселень періоду Руської Держави.

### XVII століття

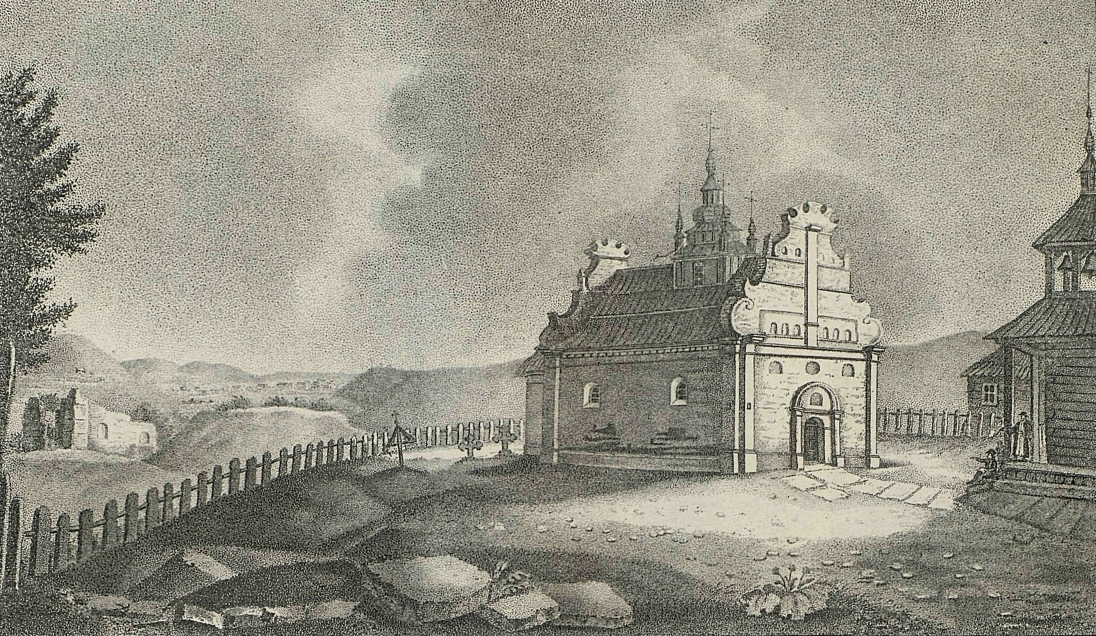
Богданова церква з руїнами його будинку.

Перша письмова згадка про Суботів належить до початку XVII століття: він, як хутір, був власністю дрібного шляхтича, козацького сотника Михайла Хмельницького. За його часів тут був дерев'яний двір.
Після загибелі Михайла Хмельницького у 1620 році його син Богдан по 1648 рік сприяв будівництву в Суботові палацу-фортеці, яка стала однією з його резиденцій (1664 рік), яку згодом зруйнували польські вояки.

У 1633 році, здобувши «Мліївський ключ», Станіслав Конєцпольський вважав, що Суботів, де був хутір Б. Хмельницького, є їхнім — Конєцпольських — володінням. На це останній відповідав:
|  | Цього насправді немає у мліївських привілеях, бо старі мліївські привілеї у наших руках бували, добре знаємо, поки сягають ці ґрунти. |

Під час конфлікту Б. Хмельницького з чигиринським підстаростою — Даніелем Чаплинським, який виконував «замовлення» дідича — Александра Конєцпольського, привілей щодо права власності на Суботів підступом відібрали у Хмельницького, про що він сам писав у своїх листах до великого коронного гетьмана Миколая Потоцького-«Ведмежої лапи», до короля Яна II Казимира у 1648 році. Юристи пояснили, що через відсутність документів виграти справу неможливо. Малоймовірно, Б. Хмельницький подав скаргу до сейму, який відмовив — необхідним було підтвердження А. Конєцпольського. Тоді Б. Хмельницький звернувся до короля Владислава IV, який привілеєм від 22 липня 1646 року затвердив Суботів за ним. А. Конєцпольський на це не зважив. Проти Хмельницького виступав також багатий чигиринський орендар Захарій Сабиленко.
Від свого заснування у 1616 році Суботів належав до Корсунського, з 40-х років XVII ст. — до Чигиринського староства у складі Республіки Обох Націй (Речі Посполитої). Його мешканці займалися рільництвом і тваринництвом; тут також розвивалися ковальство, чинбарство, ткацтво та інші ремесла. Набували поширення і промисли: млинарство і рибальство.
У 1653 році палац був оточений подвійним валом. Тут жив Тиміш Хмельницький разом з Розандою Лупул. Деякий час проживав також сват Богдана Хмельницького Васілє (Василь) Лупул.
23 грудня 1653 року Тиміш Хмельницький був похований у дерев'яній Михайлівській церкві.[джерело?]
За Богдана Хмельницького Суботів став значним осередком культури: в гетьмана була велика бібліотека. Чималий інтерес становили тут будівлі й архітектура — в Суботові, як і в Чигирині, був будинок гетьмана, а поряд будинки козацької старшини. Проте після смерті Богдана Хмельницького Суботів утратив своє значення.
Після того, як гетьманом став Іван Виговський, він забрав Чигирин і Суботів. Суботів був наданий Юрієві Хмельницькому знов у 1659 році.
У 1664 році розбійницькі загони шляхти на чолі з руським воєводою Стефаном Чарнецьким напали на село і спустошили його та, як свідчить у своєму літописі Григорій Граб'янка, поглумилися над прахом гетьмана Богдана і його сина Тимоша.
У 1667 році за Андрусівським перемир'ям Правобережжя залишалося за Польщею, козацький устрій у Суботові ліквідовано, його селяни стали кріпаками. Суботів, як містечко у складі Польщі, перебував до кінця XVIII століття.
За домовленістю Речі Посполитої та Росії, Суботів був на кордоні між країнами; тут заборонено було поселятись.

#### Укріплення та архітектура Суботова

Схема укріплень Суботова

Укріплення Суботова Хмельницьких та його околиць за місцем розташування розподілялись на три групи:
- центральну — найбільшу, що складалась із двох нерівних частин: оборонних споруд замку (нині Замчище) та укріплень Іллінської церкви (1653 р.);
- Вовчий шпиль — сигнально-спостережний пункт і укріплення для захисту південних меж маєтностей;
- заплаву Тясмину — садиби-хутори на пагорбах островах (в залежності від рівня води в річці), що здійснювали додатковий контроль над Суботівським шляхом.

В окрему групу виділяли підземні споруди (в тому числі ходи).
Центром Суботова був замок площею 2 га, природні переваги розташування якого підкріплені інженерними спорудами. Для будівництва обрали мис, оточений з півночі, сходу і заходу болотами та крутими схилами ярів. Найменш неприступною виглядала південна сторона, яку й укріпили штучними перекопами.
Суботівський замок не відрізнявся принципово від багатьох інших, що були на пограниччі з Диким Полем. Його дерево-земляні укріплення були розраховані на відбиття татарських нападів. Оборонні споруди включали рів, два яруси валів із ескарпованими схилами (на верхньому було викопано ряд загострених паль) та чотири дерев'яні вежі.

### XVIII століття

Млин у Суботові.Жан Анрі Мюнц 1783.

Не обійшов Суботів і гайдамацький рух. У 1734 і 1741 роках гайдамаки здобували містечко. 1750-го загін, очолюваний К. Усом, що мав 100 повстанців, зруйнував у містечку панські будинки.
У 1741 році тут налічувалося 100 дворів. 1765 року — 85 осель.
У 1793 році, коли Правобережна Україна відійшла до Росії, Суботів увійшов спершу до Брацлавського намісництва, а з 1797 року до Київської губернії. На початку XIX століття він став селом, в якому 1808 року було 140 дворів і 1157 мешканців. У селі час від часу проходили ярмарки, а пізніше — базари.

### XIX століття

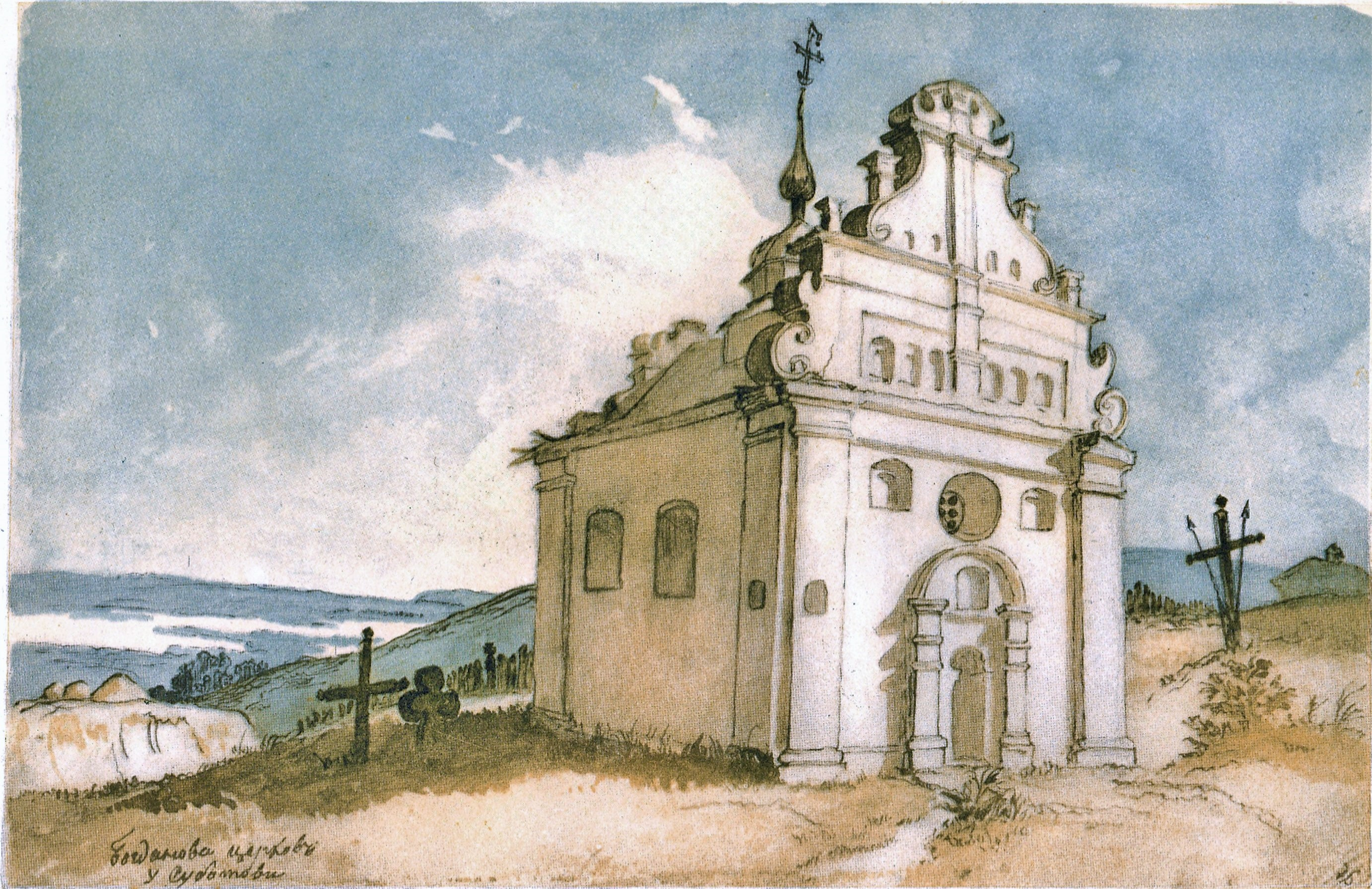
Тарас Шевченко. «Богданова церква в Суботові». 1845. Папір, акварель

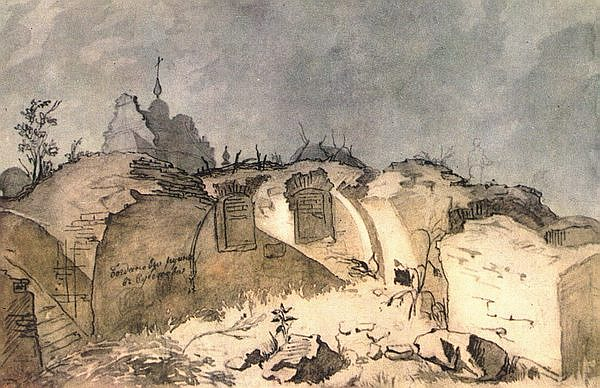
Тарас Шевченко. Богданові руїни у Суботові. 1845. Папір, акварель

До 1808 року Суботів був містом. У 1808 тут було 140 осель i 1157 мешканців.
1863 року тут було 200 осель, 2419 мешканців.
1844 року суботівських селян переведено на поземельно-оброчне становище з круговою порукою. З 289 дворів тоді 96 було тяглових, 161 — напівтяглових, 16 городників, 17 бобилів (селян які не мали землі).
Селяни жили бідно. На схилах пагорбів тіснилися старі під солом'яним дахом хати. Забудова проводилася безсистемно. Тісні вулички поснилися пилом і грязюкою. Проіснувавши кілька років у 1843 році припинила своє існування медамбулаторія.
У 1843 році в Суботові було відкрито парафіяльне училище, в якому за даними 1857 року, один учитель та його помічник навчали 134-х хлопчиків. В селі діяло чотири корчми.
В липні 1843 року Суботів відвідав Тарас Шевченко, а у вересні 1845 побував тут удруге, де написав знамениті малюнки «Богданові руїни в Суботові», «Богданова церква в Суботові», «Чигирин з Суботівського шляху», а 21 жовтня 1845 року, перебуваючи в с. Мар'їнському на Полтавщині, поет написав вірш «Стоїть в селі Суботові».
Стоїть в селі Суботові
На горі високій
Домовина України,
Широка, глибока.
Ото церков Богданова.
Там-то він молився,
Щоб москаль добром і лихом
З козаком ділився… 
У 1880-х роках в Суботові виявлену картину невідомого автора середини XVIII століття «Богдан з полками».
Середній земельний наділ колишніх державних селян після реформи 1861 року, становив 1,99 десятин на ревізьку душу (2885 десятин на все село). До того ж заможні селяни часто захоплювали у бідних їхні наділи. Так чигиринський повітовий справник в одному із своїх рапортів до губернатора писав: Старшина Суботівської волості І. Косятин, зловживаючи наданою йому владою, заграбав 120 із 240 десятин запасних земель.
Реформа 1861 року прискорила розвиток капіталістичних відносин на селі. У 1866 році Суботів стає волосним центром і одним з найбільших сіл Чигиринського повіту. За даними 1900 року тут було 733 двори, в яких проживало 4020 чоловік. Село мало олійницю та 22 вітряки.
У 1873 році в Суботові спалахнуло повстання, що було передумовлено не рівними умовами виділення земельних ділянок, та тяжкими умовами їх викупу. Крім того селяни вимагали по 5 десятин землі на душу. Це заворушення стурбувало царську владу і в березні 1875 року до села був направлений 2-й драгунський полк.
Суботівці брали активну участь у так званій Чигиринській змові 1877 року. Так 3 жовтня 1877 року Київське губернське жандармське управління доповідало губернатору про необхідність переведення всіх нижчих чинів 126-го батальйону Путилівського піхотного полку і повітової команди до інших військових частин, оскільки їх укомплектовано селянами Суботова та інших сіл Чигиринщини. При цьому підкреслювалося, що солдати, підтримуючи зв'язки із односельцями, не лише знають про існування «Таємної дружини», а, можливо і належать до неї. З доповідної записки губернатора, поданої 7 січня 1877 року видно, що деякі селяни Суботова записалися у таємну організацію і склали присягу в Москаленка, селянина сусіднього села Розсошинці. Після викриття «Таємної дружини» 20 суботівських селян було вислано на далеку північ Росії.

### XX століття
Напередодні Першої світової війни, у 1912 році, в Суботові налічувалося 844 господарств, з них 6 не мали землі. В селі було 413 коней, 23 воли і 212 корів. З початком війни значно зросла кількість безпосівних і малопосівних господарств, не вистачало робочих рук, реманенту. Різко знизилась урожайність.
У 1900 році в Суботові працював один фельдшер, діяла аптека. 1911 року в 3-х школах навчалось 157 хлопчиків і 38 дівчаток, а закінчило навчання лише 8 учнів. 1907 року тут відкрито бібліотеку, в якій за даними 1911 року, було 597 книжок, з них 60 — українською мовою.
Після звістки про Лютневу революцію 1917 року, яка дійшла до Суботова у березні, почалось захоплення земель.
На початку березня 1918 року село було окуповане австро-німецькими військами. Влітку того ж року, в селі, селянином А. Соломоненко був організований партизанський загін, силами яких в січні наступного року село було звільнене.
У березні 1919 року в селі почала працювати початкова школа.
У травні 1919 року загони Никифора Григор'єва кілька разів заходили у Суботів. В серпні 1919 року в село увійшла армія Денікіна. На початку січня 1920 року село захопили війська Червоної армії.

#### Радянська доба

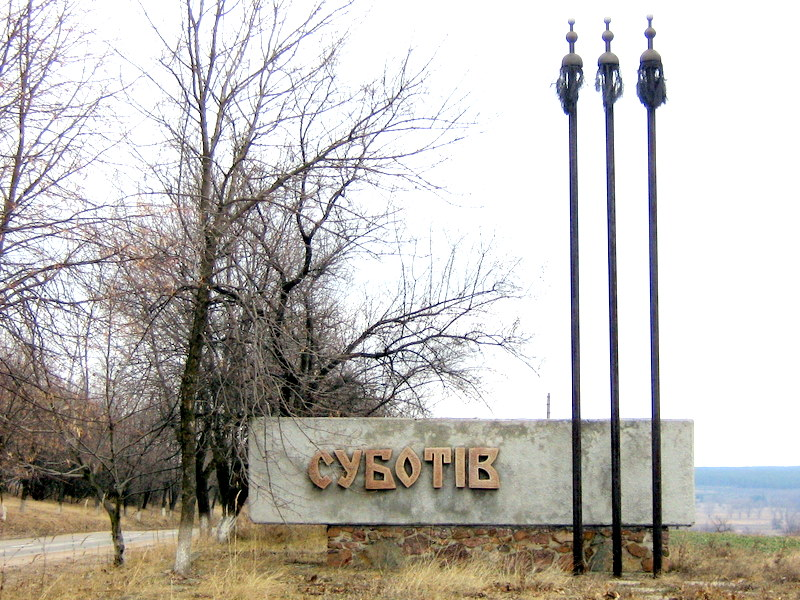
Знак при в'їзді в Суботів

У 1921 році в селі було організоване меліоративне товариство, яке мало трактор, дві майстерні-кузні і вітряк.
У 1922 році силами 25-х селян в селі організована артіль «Полум'я праці». Вона мала 162 га орної землі, трактор «Фордзон», сівалку, молотарку, 2 плуги і 4 коней. На цей час у селі працювало 6 вітряків і олійниця.
На початку 1924 року в селі почала діяти комсомольська організація.
У 1925 році в початковій школі навчалось 200 дітей, а в школах лікнепу 160 дорослих чоловіків і жінок. Центром культурно-освітньої роботи на той час став сільбуд. При ньому працювала бібліотека, а також хоровий, драматичний і військово-спортивний гуртки. Тут читалися лекції на політичні і наукові теми.
На січень 1930 року до сільськогосподарської артілі увійшло 688 дворів або 1453 працездатні особи. Вона мала 3407 га землі. На кінець 1930 року в селі вже було 2 колгоспи («Метеор» та імені Т. Г. Шевченка). В 1932 році ці колгоспи об'єднуються в один — імені Леніна.
Напередодні війни в селі була початкова і семирічна школи, в яких навчалось 405 дітей.
У 1941 році розпочато будівництво нового клубу із залом на 400 місць і 8 кімнатами для роботи гуртків.
7 серпня 1941 року село окуповано німецькими військами. Вони розстріляли 9 жителів, що підтримували зв'язок із партизанами та вивезли до Третього Рейху 32 мешканці.
12 грудня 1943 року частини 4-ї гвардійської армії 2-го Українського фронту, що нею командував генерал-лейтенант Іван Галанін, розпочали бої за Суботів. В ніч на 15 грудня 1943 року тут велися бої між 138-ю та 69-ю гвардійською стрілецькими дивізіями та ар'єргардами 320-ї і 389-ї піхотних дивізій вермахту, які відступали на захід. До 8-ї години ранку частини 69-ї гвардійської стрілецької дивізії 21-го гвардійського стрілецького корпусу вибили противника з сильно укріпленого опорного пункту вермахту - села Суботів. Того ж дня, о 17-й годині вечора, внаслідок контратаки німецької піхоти у кількості 80 чоловік, яку підтримували артилерія та міномети, 206-й гвардійський стрілецький полк був дещо потіснений. Однак село залишилося за 69-ю гвардійською стрілецькою дивізією. 
У Другій світовій війні на фронтах брало участь 435 жителів села, 130 із них загинули.

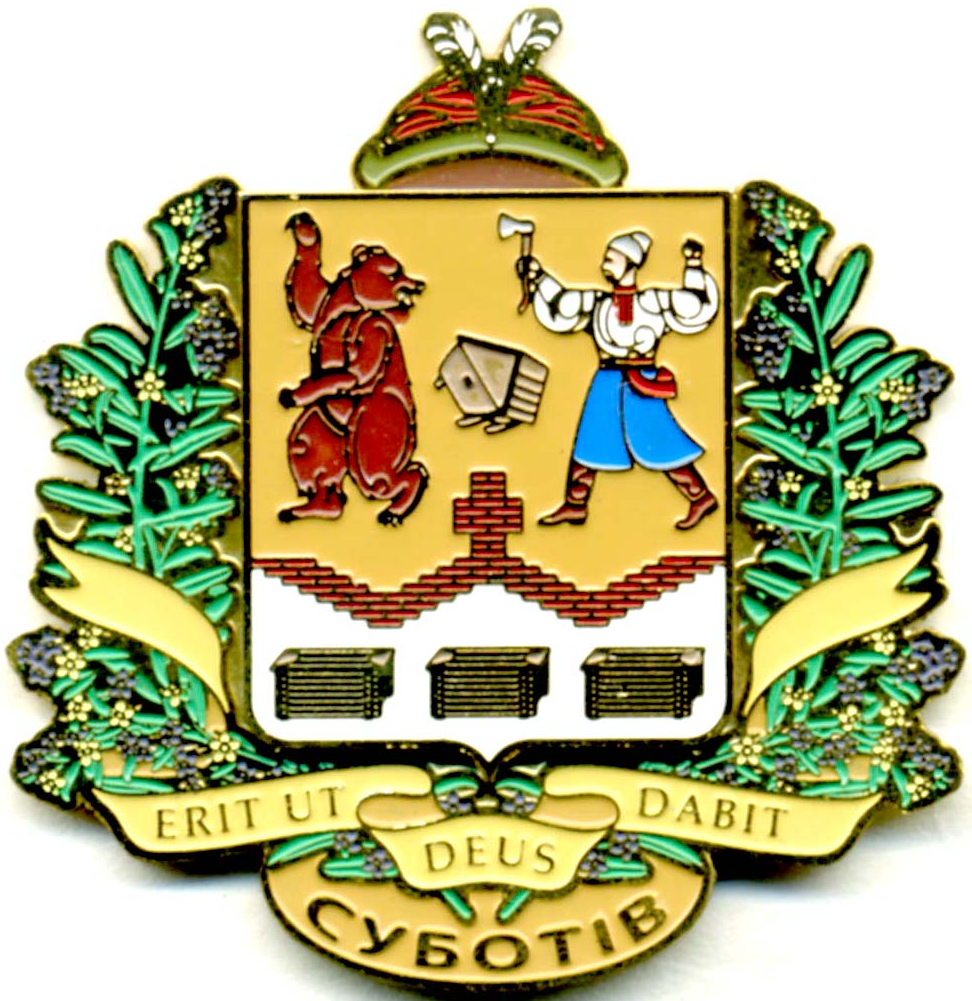
Великий герб села

Знову запрацював колгосп, в якому станом на 1 січня 1944 року було 4 воли, 4 корови, 29 коней, 3 вітряки, олійниця, кузня, деякий дрібний реманент. Відновили свою роботу фельдшерський пункт, школа, клуб, бібліотека.
У 1964 році колгосп перейменовано в колгосп імені Богдана Хмельницького. На 1 січня 1971 року колгосп мав 20 тракторів, 9 комбайнів, 17 автомашин, 53 електромотори.
У 1971 році в середній школі Суботова працювало 20 вчителів та навчався 221 учень.

### Сучасність
Нині в Суботові діє загальноосвітня школа, будинок культури, лікарська амбулаторія. 25 квітня 2007 року у Суботові завершилося будівництво підвідного газопроводу.
На території сільської ради працюють два сільськогосподарські підприємства: СТОВ «Урожай-СК» і ТОВ «Суботів».
У вересні 2011 року впродовж двох тижнів у Суботові проходив Всеукраїнський симпозіум народного мистецтва. На симпозіум запрошені майстри з різних регіонів України: Дніпропетровщини, Запоріжжя, Київщини, Кіровоградщини, Одеси, Полтавщини та Чернігівщини, які працюють у різних видах народного мистецтва: народна картина, традиційні декоративні розписи на папері, кам'яна та дерев'яна скульптура, гончарство, різьблення по дереву та плетіння із соломи.
Ігор Шаров зазначає, що у 1880-х роках в Суботові виявлено картину невідомого автора середини XVIII століття «Богдан з полками», яка не має жодних аналогів серед відомих дотепер творів українського малярства.

## Іллінська церква

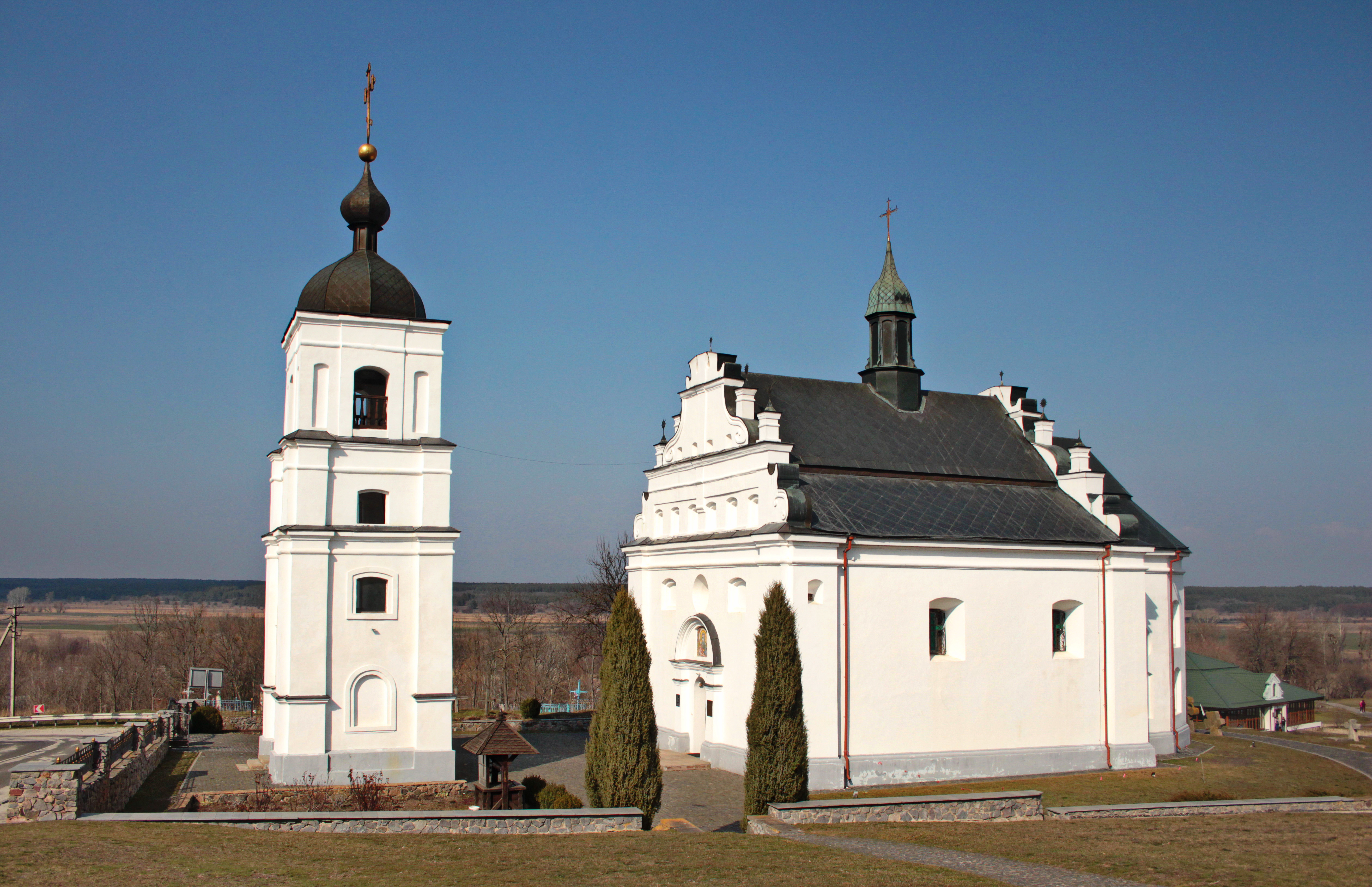
Іллінська церква

Іллінську церкву або ж храм Святого пророка Іллі почали будувати у 1653 році за наказом, проектом та на кошти Б. Хмельницького. Будівля мала поєднувати в собі елементи барокової та ренесансної архітектури. Церква була одночасно і оборонною спорудою. У плані вона майже квадратна, її зовнішні розміри 18,19 на 15,91 метрів, із шестигранним виступом вівтаря на сході. Товщина мурів доходить до 2 метрів. На горищі, у західному фронтоні, влаштовано 4 бійниці, що дозволяло артилерії контролювати посад та в'їзд до Суботова. Нижче знаходяться ще три бійниці — вже для рушничного вогню, а вікна розташовані таким чином, щоб до них не міг дістатися вершник, навіть стоячи на коні. За необхідності споруда могла вести бій самостійно, для чого дзвіницю зробили дерев'яною та нижчою за церкву.
Церква була збудована біля садиби Хмельницького і коло ринку. У ній 1657 року Богдана Хмельницького було поховано. У 1869 році церкву реставрували, звели біля неї дзвіницю. За часів існування Радянського Союзу храм двічі закривали. З 1990 року церква знову діє.
Поруч з церквою знаходяться 3 кам'яні хрести, які зобразив Т. Г. Шевченко під час відвідування Суботова. Ймовірно, це могили священиків, які правили службу в Іллінській церкві у XVIII ст.
Зображення Іллінської церкви відображене на зворотному боці 5-гривневої купюри.
Крім того в Суботові була ще одна дерев'яна Михайлівська церква (була до кін 19 ст.). За церквою стояла степова надмогильна «кам'яна баба».

## Музеї та пам'ятні місця
- Суботівське городище IX століття до н. е.
- Іллінська церква (Суботів) — місце поховання Богдана Хмельницького, 1657 р.

У селі діє два музеї:

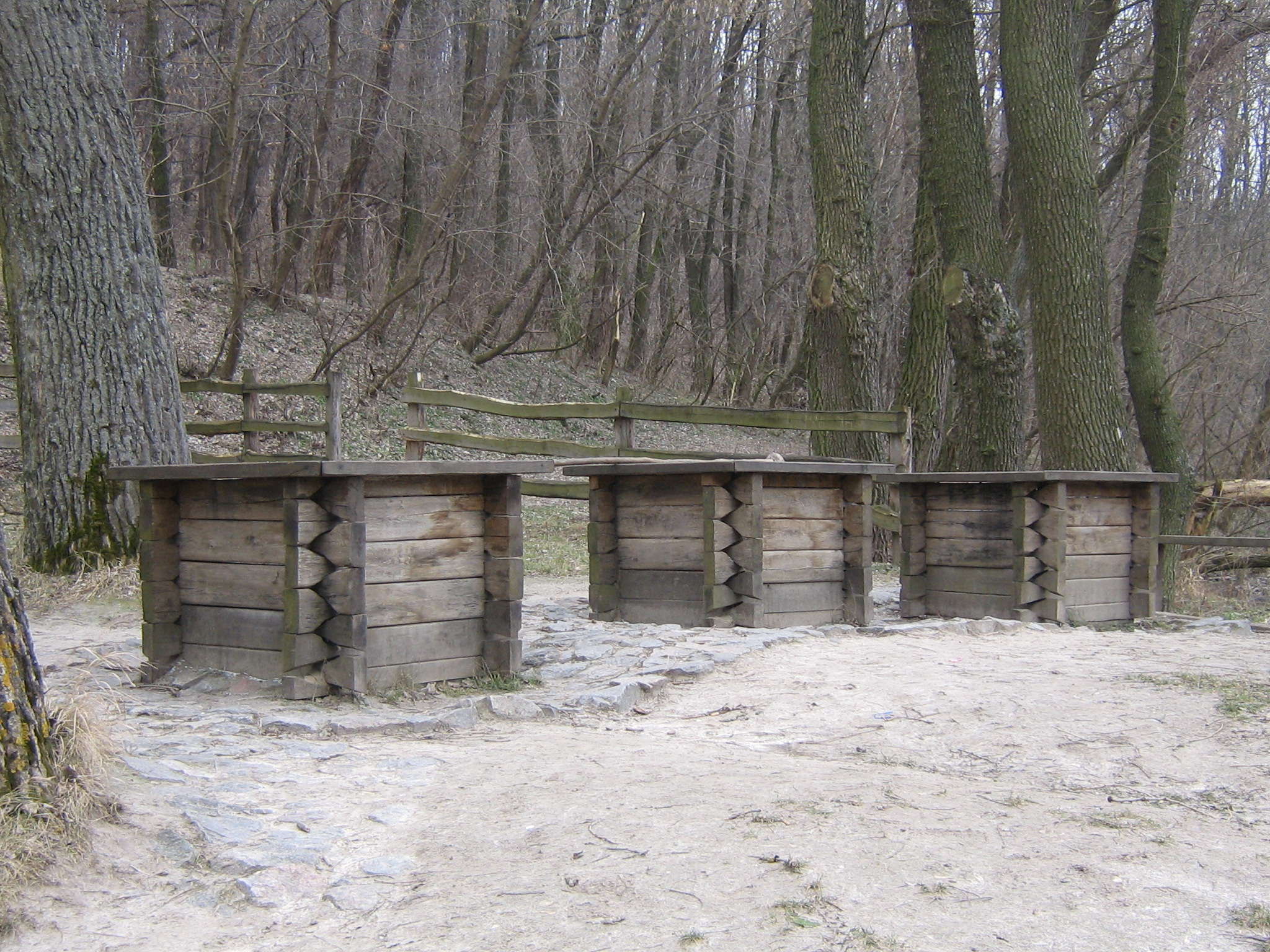
Три криниці

- Меморіальний музей Б. Хмельницького (Іллінська церква)
- Суботівський історичний музей

Неподалік від центру села, у глибокій долині над струмочком, що тече до Тясмину, розташовані Три криниці — гідрологічна пам'ятка природи місцевого значення. Їх викопано за часів Богдана Хмельницького. За часів СРСР пропаганда зробила їх символом дружби  українців, росіян та білорусів. Насправді з цих криниць напували коней. Спершу їх було дві, але якось води в них не вистачило і Богдан Хмельницький наказав викопати третю.
Перед будинком сільської ради у 1954 році встановлено пам'ятник Богдану Хмельницькому.
У братській могилі, що знаходиться на території села похоронено 43 радянських воїни, що загинули в Другій світовій війні в боях біля села.

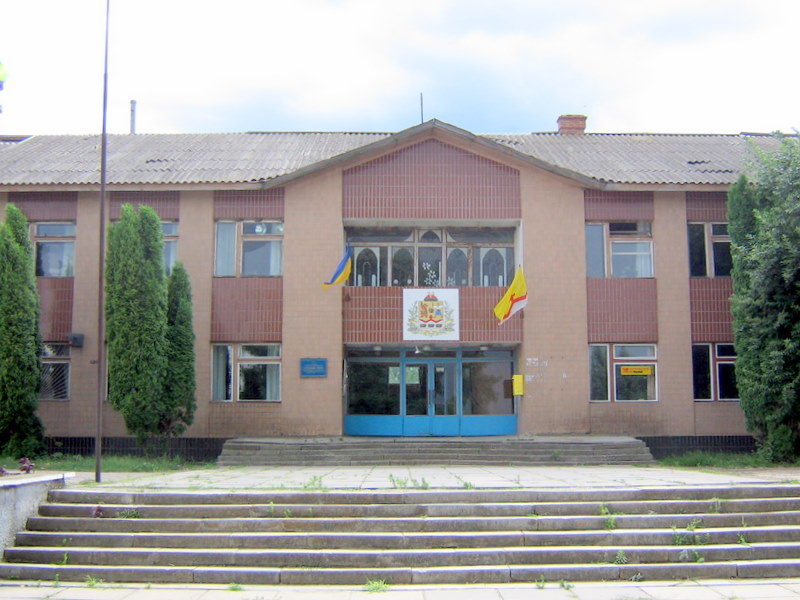
Сільська рада
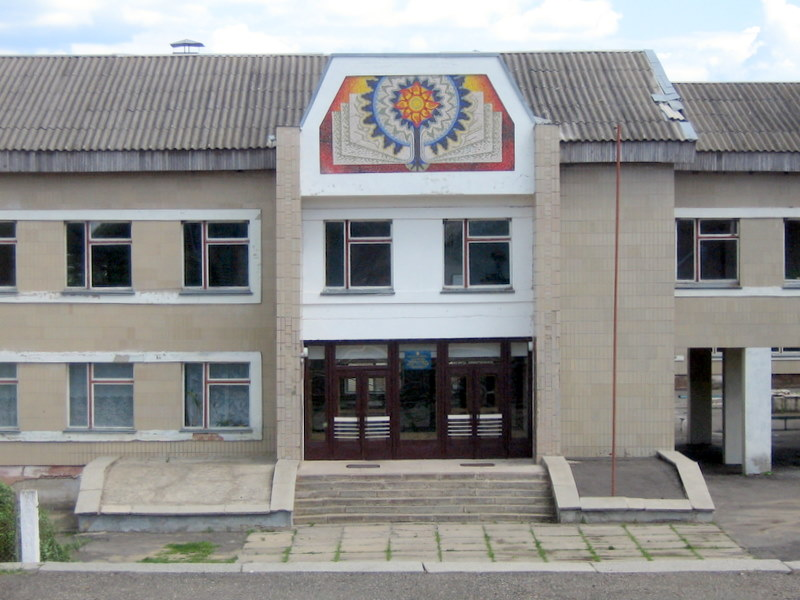
Середня школа
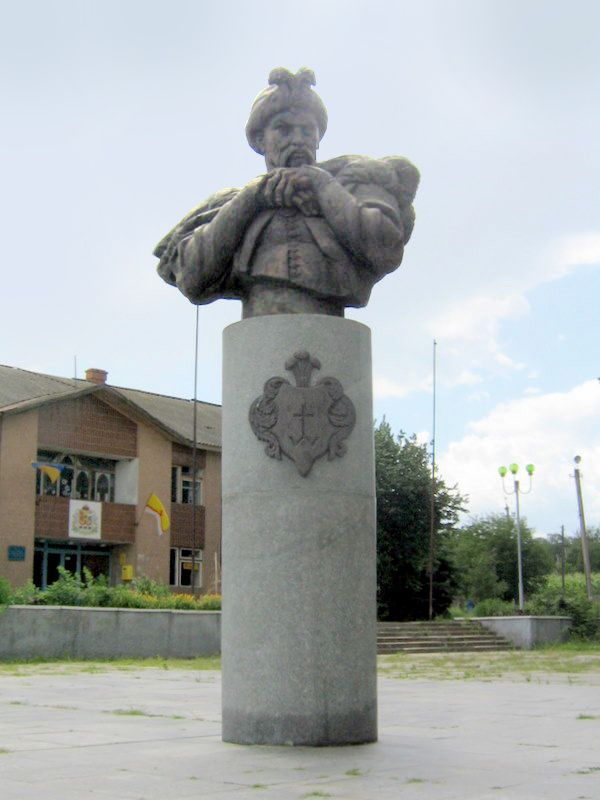
Пам'ятник Богдану Хмельницькому
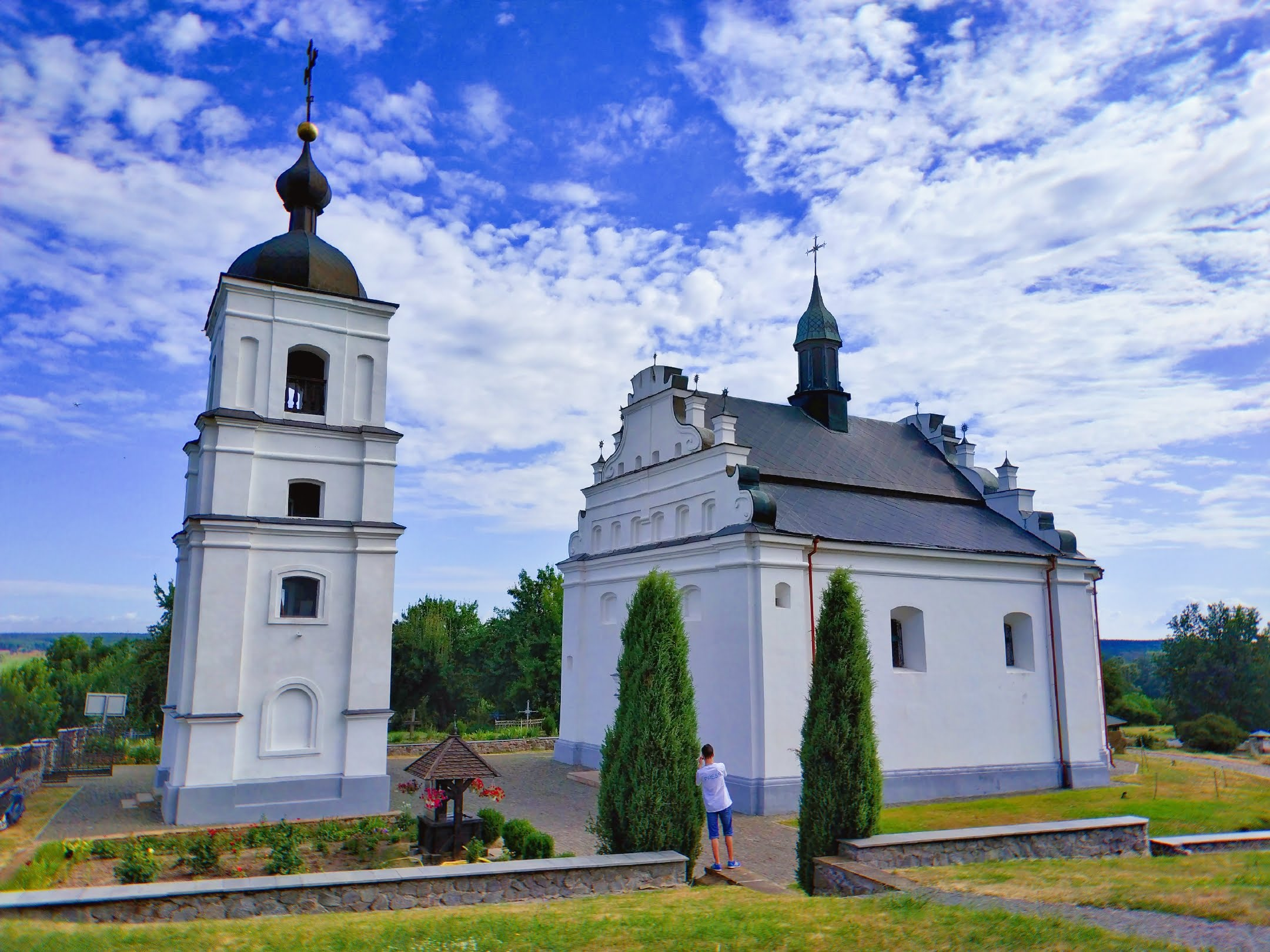
Іллінська церква
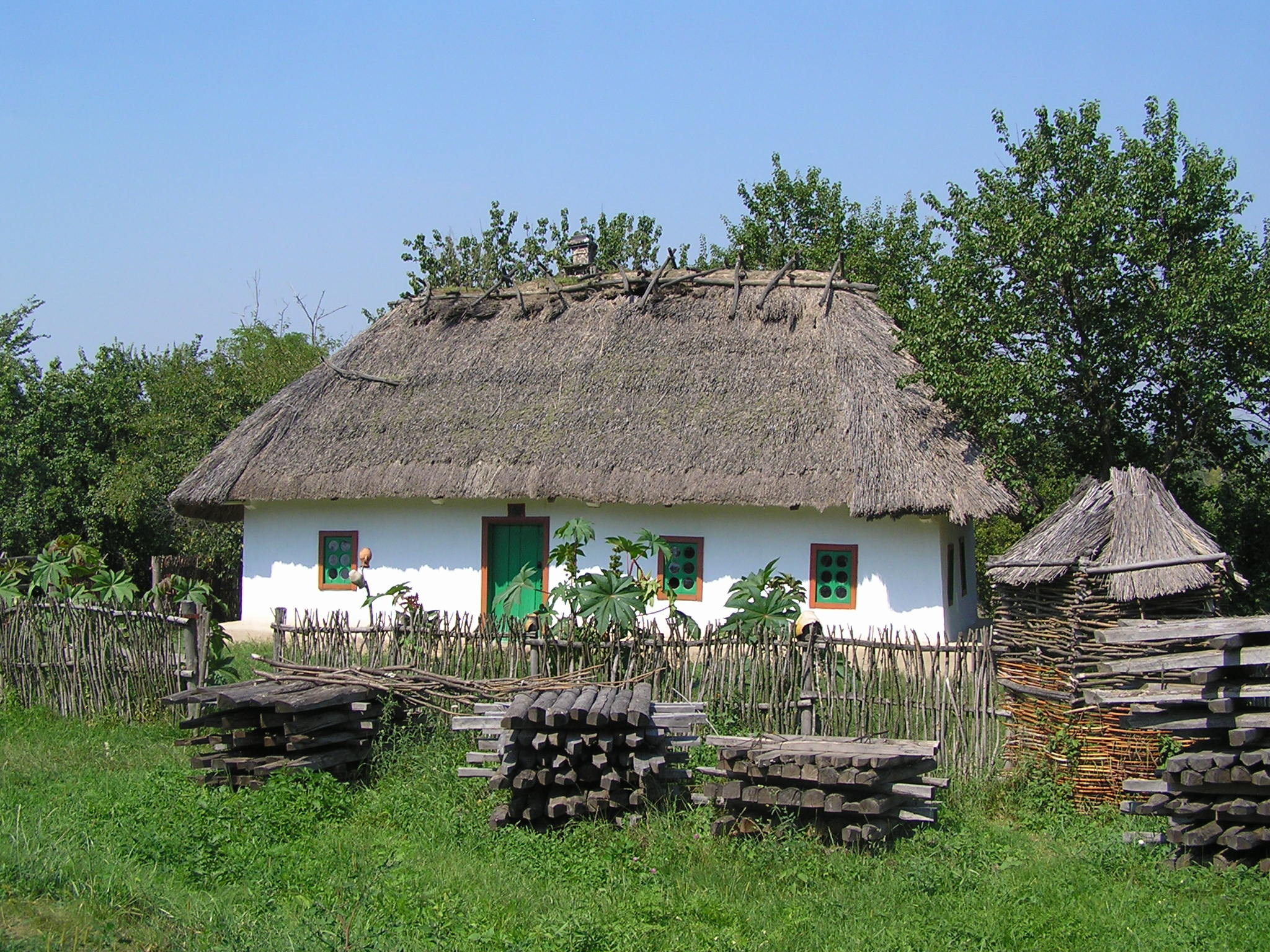
Хата
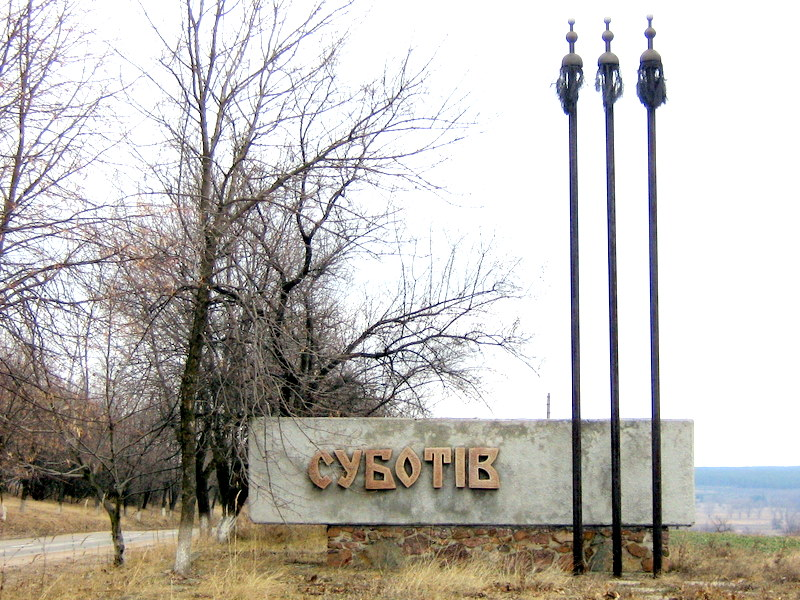
Знак при в'їзді

## Люди
В селі народилися
- Богдан Хмельницький — гетьман України.
- Коцур Свирид Дементійович  (30.1.1890, с. Суботів Чигиринського пов. Київської губ. — ?) — військовий і громадський діяч; отаман Суботівської сотні Вільного козацтва (1917), керівник Чигиринського повстанкому і Чигиринської «республіки» (1919—1920), повстанський отаман.
- Базилівський Микола Пимонович — український публіцист, літературознавець, театрознавець.
- Лазуренко Валентин Миколайович (* 1976) — український історик, краєзнавець, почесний громадянин села Суботів (рішення сесії Суботівської сільської ради № 33-/V від 23 липня 2010 р.).
- Лазуренко Юрій Миколайович (* 1984) — український історик, краєзнавець.

## Публікації
- Дяченко Г. В. Маршрутом: Чигирин — Суботів — Холодний Яр: [Іст. місця Черка-щини] // Пед. вісник. — 2002. — № 3. — С. 48—51.
- Кілессо С. Суботів: [Іллінська церква. Фортеця Б. Хмельницького] // Пам'ятки України. — 1994. — № 3-6. — С. 69—73.
- Лазуренко В. «Дано з Суботова»: [Село Суботів і Б. Хмельницький] // Чигирин. вісті. — 1997. — 9 серп.
- Махінчук М. Прочитаймо тую славу…: [Стежками історії: Чигирин, Суботів] //Уряд. кур'єр. — 2002. — 15 жовт. — С. 10.